# Trouble désintégratif de l'enfance
 (août 2013).
Si vous disposez d'ouvrages ou d'articles de référence ou si vous connaissez des sites web de qualité traitant du thème abordé ici, merci de compléter l'article en donnant les références utiles à sa vérifiabilité et en les liant à la section « Notes et références ».
 Mise en garde médicale
Un trouble désintégratif de l’enfance (en anglais : Childhood disintegrative disorder) est un trouble rare caractérisé par une étape tardive (> 3 ans) du retard de développement d'un enfant dans le langage, les relations sociales et la psychomotricité fusionné depuis 2013 avec les troubles du spectre de l'autisme dans le DSM-5 et depuis 2018 dans la CIM-11. Les chercheurs n'ont pas trouvé de cause significative liée à ce trouble mais des recherches suggèrent qu'il pourrait être lié à des anomalies neurobiologiques cérébrales.

## Classification
Le trouble désintégratif de l'enfance est répertorié en tant que tel jusqu'à la version IV du Manuel diagnostique et statistique des troubles mentaux et sous la dénomination « Autre trouble désintégratif de l'enfance » dans la version 10 de la classification internationale des maladies parmi les troubles envahissants du développement.
Il est fusionné dans la catégorie du trouble du spectre autistique respectivement dans les versions 5 et 11 de ces classifications, seule la CIM-11 préservant la mention d'une spécificité dans la perte de compétence après trois ans permettant un diagnostic spécifique,,.

## Caractéristiques
Une « perte clinique » survient dans divers domaines où l'enfant a déjà acquis des compétences : langage, socialisation, adaptation à l'environnement, motricité et aptitude au jeu, des centres d'intérêt restreints, stéréotypés et répétitifs, qui sont également observés dans d'autres troubles autistiques.
En 2012, les causes exactes du trouble ne sont pas connues mais des recherches suggèrent qu'il pourrait être lié à des problèmes neurobiologiques cérébraux, environ la moitié des enfants diagnostiqués ayant ainsi des électroencéphalogrammes anormaux.
De façon générale, ce trouble s’accompagne d’un handicap mental sévère.
La prévalence du trouble désintégratif de l’enfance est très faible (APA ; DSM-IV-TR, 2001), quoique mal connue ; un taux de 1 pour 100 000 est évoqué.